# Zagrad (Benkovac)
Pour les articles homonymes, voir Zagrad.
Zagrad est un village de la municipalité de Benkovac (Comitat de Zadar) en Croatie. Au recensement de 2011, la ville comptait 85 habitants.